# Tarsius spectrumgurskyae
Khỉ lùn Gursky (Danh pháp khoa học: Tarsius spectrumgurskyae) cũng còn được gọi là Khỉ lùn Yoda là một loài khỉ lùn trong họ Tarsiidae được tìm thấy trong năm 2017 ở Indonesia, chúng mới được phát hiện khi đang đeo bám trên thân cây tại khu rừng phía đông bắc đảo Sulawesi, Indonesia và được phát hiện ở cánh rừng phía đông bắc của đảo. Loài khỉ này được đặt tên theo nhà sinh vật học Jatna Supriatna và chuyên gia Sharon Gursky về khỉ lùn Tarsier. Chúng có tiếng kêu gọi các với các loài khỉ lùn tương tự.

## Đặc điểm
Chúng loài linh trưởng với gương mặt giống nhân vật Yoda trong loạt phim chiến tranh giữa các vì sao (Star Wars) và thường xuất hiện để đi tìm thức ăn khi mặt trăng lên cao (loài ăn đêm). Chúng cất cao giọng như một dàn hòa âm hợp xướng để nhận ra nhau và đánh dấu vùng lãnh thổ, những âm thanh này đã giúp các nhà khoa học nhận ra được loài động vật họ khỉ mới có kích thước khá nhỏ bé, sống sâu trong rừng rậm. Chúng có ngoại hình gần như giống hệt nhau, nhưng cách chúng kêu gọi đồng loại là rất khác.
Chúng được mệnh danh là yêu tinh rừng rậm, có thể xoay đầu 360 độ, sinh sống trên những thân cây cao, chúng nhanh nhẹn không thua kém gì loài chim, con trưởng thành chỉ nặng trung bình khoảng 113 gram, chúng là một tay leo trèo cừ khôi, một con vật chỉ nhỏ như ống bơ lại có thể nhảy xa đến ba mét và có một số đặc điểm hình thái khác thường. Sự tương đồng về thể chất là rào cản lớn trong nỗ lực xác định các loài mới, thậm chí là chỉ trong phạm vi hòn đảo.
Tổ tiên của chúng bị mất lớp tapetum lucidum là một lớp tế bào giống như chiếc gương nằm phía sau võng mạc, giúp phản xạ và khuếch đại ánh sáng. Vì thế, để bù đắp cho thiếu sót này, chúng phải phát triển đôi mắt lớn hơn, to gần bằng bộ não của chúng, cho phép chúng quan sát tốt trong đêm., vì đôi mắt quá lớn, nên chúng không thể liếc nhìn được, mà phải xoay cả đầu nếu muốn nhìn một thứ gì đó ở hai bên. Chúng xoay đầu tương tự như loài cú, và có thể xoay được đầu được một vòng 360 độ, hể nhìn thấy đôi mắt sáng của chúng. Chúng dường như không phải là khỉ Tarsier, nhìn chúng giống như những con yêu tinh rừng rậm.